# Pont Giovanni da Verrazzano
Le pont Giovanni da Verrazzano (Ponte Giovanni da Verrazzano) est un des ponts de Florence sur l'Arno dans sa traversée de la ville, qui  raccorde les quartiers de Gavinana et du Campo di Marte vers le Lungarno Cristoforo Colombo et  la Piazza Ravenna. Il permet la circulation piétonnière.
D'une longueur de 141 mètres, d'une hauteur de 12 mètres, sa portée en béton armé est de 113 mètres sur 26,80 mètres de large. Il a été réalisé en 1980 sur le projet
des ingénieurs C. Damerini et V. Scalese et de l'architecte L. Savioli.

## Sources
- (it) Cet article est partiellement ou en totalité issu de l’article de Wikipédia en italien intitulé « Ponte Giovanni da Verrazzano » (voir la liste des auteurs).